# Giuseppe Maria Bartaletti
Giuseppe Maria Bartaletti detto Strega (Pistoia, 1683 ca. – ...) è stato un fantino italiano attivo tra il XVII ed il XVIII secolo.
Non vi è certezza sul numero esatto di presenze di Strega al Palio di Siena. Appare comunque sicuro che corse in almeno nove occasioni tra il 1709 e il 1722, vincendo cinque volte.
È, nella storia della manifestazione senese, l'unico fantino ad aver vinto due Palii in due giorni consecutivi.
In molte fonti bibliografiche il cognome di Strega viene indicato come "Bortoletti"; il cognome "Bartaletti" appare però documentato dagli atti di un processo datato 1714.
Fu verosimilmente figlio del fantino Benedetto Bartaletti detto Stregone.

## Carriera
Le prime vittorie di Strega in Piazza del Campo si collocano nell'arco di appena due giorni: il 2 luglio 1712, allorché conquistò il Palio dedicato alla Madonna di Provenzano (all'epoca, la sola carriera ordinaria) per l'Oca, e l'indomani 3 luglio, quando vinse per la Chiocciola lo straordinario indetto per la nomina a cardinale di Giovanni Battista Tolomei.
A un altro Palio straordinario risale la terza vittoria di Strega: la carriera indetta per il 2 luglio 1717 in occasione della venuta a Siena della nuova governatrice, Violante Beatrice di Baviera, che il Bartoletti si aggiudicò per la Torre.
Il 2 luglio 1719 Strega conquistò per l'Aquila il primo Palio vinto nella propria storia dalla contrada, dopo la sua riammissione in virtù del Bando emesso l'anno precedente.
La quinta e ultima vittoria di Strega, con il giubbetto della Tartuca, si registrò il 1° maggio 1722 ad una nuova carriera straordinaria, indetta per venuta a Siena di Carlo Alberto, Ferdinando Maria e Giovanni Teodoro, principi di Baviera.

## Presenze al Palio di Siena
| Palio          | Contrada   | Cavallo                      | Note |
| -------------- | ---------- | ---------------------------- | ---- |
| 2 luglio 1709  | Selva      | Fiorentino                   |      |
| 2 luglio 1711  | Onda       | Morello della Posta di Siena |      |
| 2 luglio 1712  | Oca        | ?                            |      |
| 3 luglio 1712  | Chiocciola | ?                            |      |
| 2 luglio 1715  | Chiocciola | Baio della Posta di Siena    |      |
| 2 luglio 1716  | Nicchio    | Buttarino                    |      |
| 2 luglio 1717  | Torre      | Gioia                        |      |
| 2 luglio 1719  | Aquila     | Vegliantino                  |      |
| 1º maggio 1722 | Tartuca    | Bella Donna                  |      |